# Almissa
Almissa (in croato Omiš; in greco antico: Άλμυσσα?, Almyssa, o Οίνιον, Oenion) è una città costiera della Croazia situata nella regione spalatino-dalmata.
Oggi è un centro balneare con un discreto sviluppo turistico, punto di partenza per escursioni lungo la costa e sulle isole dirimpettaie come anche verso l'interno, lungo la valle fluviale del Cettina.

## Geografia fisica
Almissa si trova alla foce del fiume Cettina che, nell'ultimo tratto prima di confluire in mare, fende le montagne costiere creando una profonda gola con scoscese pareti rocciose alte fino a un centinaio di metri. Il braccio di mare antistante il porto è chiamato canale di Brazza, affacciandosi di fronte l'omonima isola.

## Storia
L'origine storica di Almissa è certamente antica: fu centro romano e ancor prima illirico (coi nomi storici di: Dalmasium, Oeneum, Alminium, Almissum). Il compatto centro storico conservatosi si è mantenuto tuttora di aspetto medievale nonostante il proliferare tutto intorno di nuove costruzioni. Proprio nel Basso Medioevo Almissa godette di una certa floridezza e notorietà essendo uno dei principali rifugi dei pirati dalmati (Narentani), che soprattutto nel XIII secolo infestarono l'Adriatico, mettendo a dura prova le città dalmate e i convogli mercantili veneziani ed italici.
Dal 1444, dopo ripetuti tentativi ed alterne vicende, il centro divenne stabilmente dominio veneziano fino alla caduta della Repubblica nel 1797 e venne ulteriormente fortificato. Dopo l'intermezzo napoleonico, in cui il territorio venne annesso prima al Regno d'Italia, poi alle Province illiriche direttamente controllate dall'Impero francese, con il Congresso di Vienna (1815) venne annessa, assieme a tutta la Dalmazia, all'Impero austriaco, a cui rimase legata fino al termine della prima guerra mondiale, dopo la quale fu annessa al neonato Regno SHS, poi Regno di Jugoslavia e successivamente per alcuni mesi allo Stato indipendente di Croazia.
Durante la seconda guerra mondiale subì una breve occupazione italiana e inserita nel Governatorato di Cetina.  Nel 1944, dopo la liberazione, venne confermata parte della Repubblica Popolare di Croazia in seno alla Repubblica Socialista Federativa di Jugoslavia. Dal 1991 fa parte dell'indipendente Repubblica di Croazia.

## Società

### La presenza autoctona di italiani
Vi fu in passato una presenza storica di italiani autoctoni che abitarono per secoli la penisola dell'Istria e le coste e le isole del Quarnaro e della Dalmazia, territori che furono della Repubblica di Venezia.
Secondo il censimento austro-ungarico del 1880 erano presenti 243 italiani che risultarono drasticamente diminuiti nel censimento del 1890 con 19 italiani e quello del 1900 con 141 italiani.

## Geografia antropica

### Località
La città di Almissa (14.936 ab.) è costituita da 31 insediamenti (naselja), di seguito elencati. Tra parentesi il nome in lingua italiana, a volte desueto.
- Blato na Cetini (Blato di Cettina[13] o Blatta della Cétina): 465[11] ab.
- Borak (Borac o San Francesco di Borizza]): 158[11] ab.
- Čelina (Cellena[14]): 222[11] ab.
- Čišla (Císola): 302[11] ab.
- Donji Dolac (Dognidollaz[15] o Dolaz Inferiore[16] o Bravari): 373[11] ab.
- Dubrava (Dúbrava): 300[11] ab.
- Gata (Gatta[15]): 567[11] ab.
- Gornji Dolac (Bravari Superiore): 119[11] ab.
- Kostanje (Costagne[17]): 605[11] ab.
- Kučiće (Cucicchie): 607[11] ab.
- Lokva-Rogoznica (Loqua-Rogosnizza di Almissa[18], in passato [Rappa]-(La) Rogosnizza di Almissa): 397[11] ab.
- Marušići (Marussich[14] [Santa Maria]): 151[11] ab.
- Mimice (Mimica[19] o Mimizza [Porto San Francesco]): 216[11] ab.
- Naklice (Naclizze): 236[11] ab.
- Nova Sela (Novasella[13]): 224[11] ab.
- Omiš (Almissa): 6.462[11] ab.
- Ostrvica (Ostervizza[20]): 196[11] ab.
- Pisak (Ballerini [Porto San Marco]): 202[11] ab.
- Podašpilje (Podaspiglia): 20[11] ab.
- Podgrađe (Castello dei Morlacchi): 280[11] ab.
- Putišići (Putacco): 46[11] ab.
- Seoca (Seozza): 140[11] ab.
- Slime (Visecchio): 270[11] ab.
- Smolonje (Smologna): 79[11] ab.
- Srijane (Sriani[15]): 270[11] ab.
- Stanići (Almissa Piccola): 534[11] ab.
- Svinišće (Sfinischie): 98[11] ab.
- Trnbusi (Tarnbusi[21]): 162[11] ab.
- Tugare (Trusa[22] o Túgari): 885[11] ab.
- Zakučac (Orti di Almissa): 148[11] ab.
- Zvečanje (Suesagne[15]): 202[11] ab.

## Amministrazione

### Gemellaggi
- Diksmuide
- Rjazan'
- San Felice del Molise